# 明太フランス
明太フランス（めんたいフランス）は、主に辛子明太子やバターを混ぜたソースをフランスパンに塗って焼いた調理パンである。明太子フランスともいう。

## 特徴
製法としては、辛子明太子、バター、ニンニクなどを混ぜて作ったソースを、フランスパンに塗り、オーブンで焼き上げる。辛子明太子とマヨネーズを混ぜた明太マヨネーズを使う製法もある。全国のベーカリーやコンビニエンスストアで販売されている。

## 歴史
発祥は辛子明太子が名物の福岡県であり、福岡県福岡市を中心に店舗を展開するベーカリー「フルフル」がブームの火付け役である。フルフルでは2002年から明太フランスを販売している。